# Không–thời gian
Trong vật lý, không–thời gian là một mô hình toán học kết hợp không gian ba chiều và 1 chiều thời gian để trở thành một không gian bốn chiều. Sơ đồ không–thời gian có thể được sử dụng để hình dung các hiệu ứng tương đối tính, chẳng hạn như tại sao những người quan sát khác nhau lại nhận thức khác nhau về địa điểm và thời điểm xảy ra các sự kiện.

## Cơ bản

### Định nghĩa
Cơ học cổ điển phi tương đối coi thời gian như một đại lượng đo lường phổ quát, thống nhất trong toàn bộ không gian và tách biệt khỏi không gian. Cơ học cổ điển giả định rằng thời gian có tốc độ trôi qua không đổi, không phụ thuộc vào trạng thái chuyển động của người quan sát hoặc bất kỳ yếu tố bên ngoài nào. Hơn nữa, cơ học cổ điển giả định rằng không gian là Euclid; giả định rằng không gian tuân theo hình học của lẽ thường.
Trong bối cảnh của thuyết tương đối hẹp, thời gian không thể tách rời khỏi ba chiều của không gian, bởi vì observed rate khi thời gian trôi qua đối với một vật thể phụ thuộc vào vận tốc của vật thể đó so với người quan sát.:214-217 Thuyết tương đối rộng cũng đưa ra lời giải thích về việc trường hấp dẫn có thể làm chậm thời gian trôi qua của một vật thể như thế nào khi người quan sát ở bên ngoài trường hấp dẫn nhìn thấy.
Cách mô tả các sự việc được thực hiện chính xác trên một hệ thống hình học được sáng tạo bởi Hermann Minkowski, ở đó không gian và thời gian được xem như là một cặp. Đây là hình học Minkowski, nơi một sự kiện được nhận dạng bằng một thế giới điểm của 4 chiều không–thời gian liên tục.
Chiều thời gian thường được đặt là ct với c là tốc độ ánh sáng, t là thời gian, để có cùng thứ nguyên với các chiều không gian. Tuy nhiên chiều thời gian là một chiều đặc biệt và ct không hoàn toàn giống các chiều không gian khác. Ví dụ, đối với không gian ba chiều cổ điển, chiều dài của một thước kẻ không thay đổi và không phụ thuộc hệ quy chiếu; bình phương của nó luôn là:
dl2 = dx2 + dy2 + dz2
Ở đây, dx, dy, dz là hình chiếu của thước kẻ lên ba chiều x, y và z của không gian. Trong không–thời gian phẳng (mêtric Minkowski); khi thay đổi hệ quy chiếu, chiều dài thước kẻ thay đổi, nhưng đại lượng sau không thay đổi:
ds2 = dl2 - c2dt2
Ở đây dt là chênh lệch thời gian trong quan sát hai đầu thước kẻ trong không–thời gian. Công thức trên cho thấy, chiều thời gian không đối xứng (không tráo đổi tùy ý) với các chiều không gian.

## Không–thời gian phẳng
Xem thêm: Mêtric Minkowski, Vectơ-4
Trong lý thuyết tương đối hẹp, không–thời gian là không–thời gian phẳng. Nhiều đại lượng vật lý ở dạng vectơ trong không gian ba chiều được mở rộng ra thành vectơ-4. Một vectơ-4 là một bộ gồm 3 thành phần, gọi là thành phần không gian, cùng với 1 thành phần, gọi là thành phần thời gian: V = [vt, vx, vy, vz] = [vt, v]. Bình phương của độ lớn của vectơ-4 được tính theo công thức:
V2 = v.v - vt2
V2 = vx2 + vy2 + vz2 - vt2
Khi chuyển đổi hệ quy chiếu trong không–thời gian, các thành phần của vectơ-4 được biến đổi theo biến đổi Lorentz. Có một thuộc tính của các vectơ-4 không bị biến đổi bởi biến đổi Lorentz, đó chính là độ lớn của các vectơ-4 này. Điều này tương tự như khi thay đổi hệ quy chiếu trong không gian ba chiều, độ lớn của các vectơ vị trí ba chiều không đổi.
Ví dụ trong phần giới thiệu cho thấy đại lượng khoảng cách hay vị trí trong không gian ba chiều được tổng quát hóa thành vectơ-4 [ct, x, y, z]. Nhiều đại lượng vật lý vectơ khác cũng đều có vectơ-4 tương ứng. Ví dụ như động lượng cổ điển được mở rộng thành động lượng-4 [E/c, p] với E là năng lượng tương đối tính và p là động lượng tương đối tính.

## Không–thời gian cong
Trong lý thuyết tương đối rộng, không–thời gian có thể cong, tuỳ thuộc vào vật chất xung quanh nó. Sự cong của không–thời gian gây ra bởi sự có mặt của vật chất, tóm tắt trong phương trình Einstein. Các không–thời gian cong được đặc trưng bởi tenxơ mêtric của không–thời gian, nghiệm của phương trình Einstein khi cho biết một sự sắp đặt của vật chất.
Một số không–thời gian cong ứng với các trường hợp đặc biệt có thể kể đến là mêtric Schwarzschild, mêtric Reissner–Nordström hay mêtric Kerr. Mêtric Schwarzschild mô tả chân không quanh một hành tinh, ngôi sao hay một hố đen không quay và không tích điện, và là ví dụ đơn giản nhất về không–thời gian quanh hố đen.
Khi không có vật chất, lời giải phương trình Einstein trở về thời không gian phẳng như trong lý thuyết tương đối hẹp.

## Sự kiện, vũ trụ tuyến, thời gian riêng và đường trắc địa
Trong không–thời gian, mỗi một điểm gọi là một sự kiện (do xảy ra tại một thời điểm và vị trí xác định).
Bình phương khoảng cách giữa hai sự kiện trong không–thời gian, h2, có thể lớn hơn hoặc nhỏ hơn 0, và khiến cho khoảng cách giữa hai sự kiện được chia làm ba loại:
- Kiểu thời gian: h2 < 0.
- Kiểu ánh sáng: h2 = 0.
- Kiểu không gian: h2 > 0.

Giữa hai sự kiện có nhiều đường nối, nhưng đường nối ngắn nhất gọi là đường trắc địa.
Trong cả hai lý thuyết tương đối, một vật thể trong không–thời gian đi theo vũ trụ tuyến hướng từ quá khứ tới tương lai. Vũ trụ tuyến của hạt photon là đường nối giữa các sự kiện liên tục có khoảng cách kiểu ánh sáng (s2 = 0); vũ trụ tuyến của các vật thể có khối lượng có kiểu thời gian. Khoảng cách giữa hai sự kiện trên một vũ trụ tuyến còn gọi là thời gian riêng, thời gian giữa hai sự kiện đo được bởi một quan sát viên đi theo vũ trụ tuyến này từ sự kiện này tới sự kiện kia.
Trong lý thuyết tương đối rộng, vật thể chuyển động theo quán tính đi theo đường trắc địa kiểu thời gian.